# De heks in de brouwketel
De heks in de brouwketel is een sprookje uit de Nederlandse provincie Noord-Brabant.

## Het verhaal
Tegenwoordig zegt men dat er geen heksen zijn, straks zeggen mensen nog dat er geen Onze Lieve Heer bestaat. In het catechismus wordt over heksen gesproken en ook de moeder van de verteller had verhalen. Er was een heks in Bladel en ze kon zichzelf in een kat veranderen. Ze is niet knap en ze is verliefd op een brouwer. Hij lacht zijn vreemde buurmeisje echter uit en ze vraagt de duivel om hulp en verkoopt haar ziel. 's Nachts gaat ze naar de brouwerij en als kat gaat ze binnen.
De kat kijkt vijf minuten naar het bier en de volgende ochtend ontdekt de brouwer dat zijn bier bedorven is. De volgende nacht gaat de kat opnieuw naar binnen en de klanten zitten zonder bier. De brouwer ontslaat zijn knechten en neemt nieuwe aan. Een knecht weet over heksen en als de kat weer in de brouwerij komt, slaat de knecht haar met een bezem de ketel in. Ze ontsnapt en de knecht vertelt de brouwer over hekserij. De volgende ochtend ziet de meid van de brouwer de meid van de buurvrouw en hoort dat haar bazin verbrand is. De klanten komen terug, het bier is goed en het buurmeisje verandert, ze gaat naar de kerk en geeft geld aan de armen.

## Achtergronden
- Zie ook metamorfose (mythologie)